# Katipunan (Zamboanga del Norte)
Katipunan is een gemeente in de Filipijnse provincie Zamboanga del Norte op het eiland Mindanao. Bij de laatste census in 2007 had de gemeente ruim 40 duizend inwoners.

## Geografie

### Bestuurlijke indeling
Katipunan is onderverdeeld in de volgende 30 barangays:
| - Balok - Barangay Dos - Barangay Uno - Basagan - Biniray - Bulawan - Carupay - Daanglungsod - Dabiak - Dr. Jose Rizal - Fimagas - Loyuran - Malasay - Malugas - Matam | - Mias - Miatan - Nanginan - New Tambo - Patik - San Antonio - San Vicente - Sanao - Santo Niño - Seres - Seroan - Singatong - Sinuyak - Sitog - Tuburan |

## Demografie
Katipunan had bij de census van 2007 een inwoneraantal van 40.496 mensen. Dit zijn 3.048 mensen (8,1%) meer dan bij de vorige census van 2000. De gemiddelde jaarlijkse groei komt daarmee uit op 1,09%, hetgeen lager is dan het landelijk jaarlijks gemiddelde over deze periode (2,04%). Vergeleken met de census van 1995 is het aantal mensen met 2.578 (6,8%) toegenomen.

De bevolkingsdichtheid van Katipunan was ten tijde van de laatste census, met 40.496 inwoners op 244,12 km², 165,9 mensen per km².